# William O. Barnard
William Oscar Barnard (* 25. Oktober 1852 bei Liberty, Union County, Indiana; † 8. April 1939 in New Castle, Indiana) war ein US-amerikanischer Politiker. Zwischen 1909 und 1911 vertrat er den Bundesstaat Indiana im US-Repräsentantenhaus.

## Werdegang
Im Jahr 1854 kam William Barnard mit seinen Eltern nach Dublin im Wayne County. 1856 zog die Familie in das Fayette County und 1866 in das Henry County, wo er die öffentlichen Schulen besuchte. Außerdem absolvierte er die Spiceland Academy. Anschließend arbeitete Barnard fünf Jahre lang als Lehrer. Nach einem anschließenden Jurastudium und seiner im Jahr 1876 erfolgten Zulassung als Rechtsanwalt begann er als Jurist zu praktizieren. Zwischen 1887 und 1893 war er Staatsanwalt im 18. bzw. 53. Gerichtsbezirk seines Heimatstaates. Von 1896 bis 1902 war er Richter im 53. Bezirk.
Politisch war Barnard Mitglied der Republikanischen Partei. Bei den Kongresswahlen des Jahres 1908 wurde er im sechsten Wahlbezirk von Indiana in das US-Repräsentantenhaus in Washington, D.C. gewählt, wo er am 4. März 1909 die Nachfolge von James Eli Watson antrat. Da er im Jahr 1910 dem Demokraten Finly H. Gray unterlag, konnte er bis zum 3. März 1911 nur eine Legislaturperiode im Kongress absolvieren. Nach seinem Ausscheiden aus dem US-Repräsentantenhaus arbeitete William Barnard als Anwalt in New Castle. Dort ist er am 8. April 1939 auch verstorben.